# Lobophytum anomolum
Lobophytum anomolum is een zachte koraalsoort uit de familie Alcyoniidae. De koraalsoort komt uit het geslacht Lobophytum. Lobophytum anomolum werd in 1984 voor het eerst wetenschappelijk beschreven door Li. 